# Spiridonovita
La spiridonovita és un mineral de la classe dels sulfurs. Rep el nom en honor d'Ernst Maksovich Spiridonov (Эрнст Максович Спиридонов) (n. 13 d'agost de 1938, Moscou, URSS), professor del Departament de Mineralogia de la Universitat Estatal de Moscou, a Rússia. El professor Spiridonov va estudiar molts jaciments d'or i va descobrir 20 noves espècies minerals.

## Característiques
La spiridonovita és un tel·lurur de fórmula química (Cu1-xAgx)₂Te. Va ser aprovada com a espècie vàlida per l'Associació Mineralògica Internacional l'any 2019, sent publicada per primera vegada el mateix any. Cristal·litza en el sistema trigonal. La seva duresa a l'escala de Mohs és 3.

## Formació i jaciments
Va ser descoberta en un fragment del material holotip de la cameronita, trobat a la mina Good Hope, dins el districte miner de Vulcan, al comtat de Gunnison (Colorado, Estats Units). Es troba en forma de grans negres, subèdrics a anèdrics, de fins a 65 μm, associada a vulcanita, tel·luri i rickardita, a més de a la cameronita. Es tracta de l'únic indret de tot el planeta on ha estat descrita aquesta espècie mineral.